# Montels (Tarn)
Montels è un comune francese di 109 abitanti situato nel dipartimento del Tarn nella regione dell'Occitania.

## Società

### Evoluzione demografica
Abitanti censiti